# Luis Rego
Pour les articles homonymes, voir Rego.
Luis Rego est un acteur, humoriste, chanteur et musicien portugais, né le 30 mai 1943 à Lisbonne.
Il fait sa carrière en France à partir de 1960, notamment dans le groupe Les Charlots.

## Biographie
Luis Rego naît le 30 mai 1943 à Lisbonne au Portugal et garde depuis la seule nationalité portugaise,. À 17 ans en 1960, il fuit son pays afin d'échapper au service militaire en Angola, colonie portugaise en rébellion contre le Portugal, et pour fuir la dictature qui règne alors dans son pays. Il commence sa carrière comme musicien dans un groupe appelé « Les Problèmes » où il tient la guitare rythmique, groupe qui accompagne le chanteur Antoine. Lors d'un voyage dans son pays d'origine, il est arrêté pour désertion et emprisonné durant deux mois par le régime dictatorial de Salazar. Son nom apparaît dans une chanson écrite pour le soutenir, Ballade à Luis Rego, prisonnier politique, extraite du premier album du groupe (Antoine rencontre Les Problèmes).

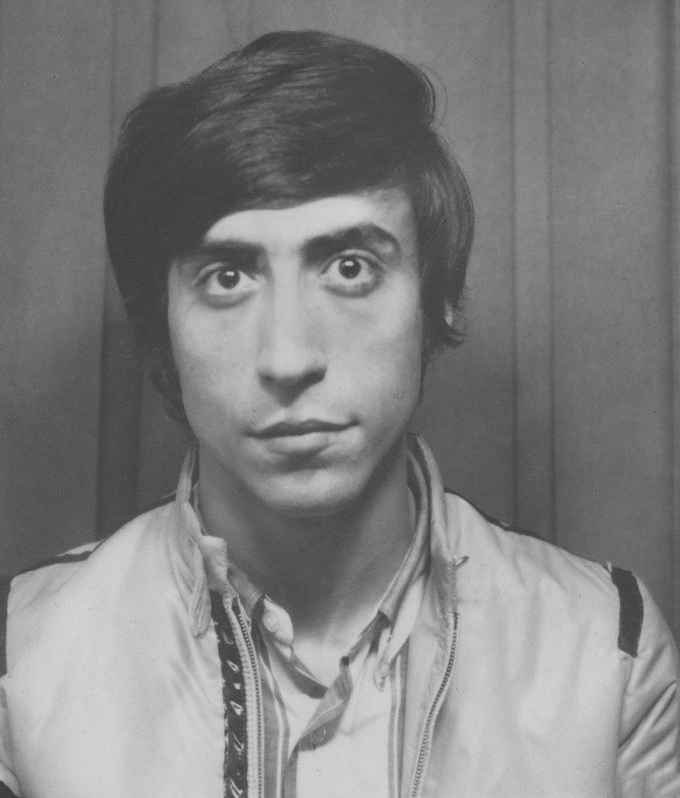
En 1967, Luis Rego est inscrit à la Sacem (photo d'identité).

En 1966, le groupe "Les Problèmes" devient « Les Charlots ». La carrière de Luis Rego est alors étroitement liée à celle de ses compères : Gérard Rinaldi, Gérard Filippelli, Jean-Guy Fechner et Jean Sarrus. Il partage avec les Charlots le succès de leurs nombreuses chansons humoristiques : Paulette la reine des paupiettes en 1967, On n'est pas là pour se faire engueuler en 1969 et Merci Patron en 1971. 
La même année, après avoir tourné le film Les Bidasses en folie avec les Charlots, il décide de quitter le groupe, craignant que sa notoriété reste associée à celui-ci. 
Cependant, il apparaît encore dans certains de leurs films quelques années plus tard : Le Retour des bidasses en folie (1983), Le Retour des Charlots (1992). Dans le groupe des Charlots, Luis Rego est très ami avec Gérard Filippelli.
En 1975 il est coauteur avec Jean-Paul Sèvres et Didier Kaminka de la pièce de théâtre Viens chez moi, j'habite chez une copine dont sera tiré le film  de Patrice Leconte.
En 1982, un portrait documentaire lui est consacré dans l'émission Les Enfants du rock sur Antenne 2, alors qu'il propose un one-man-show au théâtre Fontaine, à Paris[1].
Il joue en solo dans plusieurs films à succès : Les Bronzés (1978), Les hommes préfèrent les grosses (1981) ou encore La Vengeance du serpent à plumes (1984).

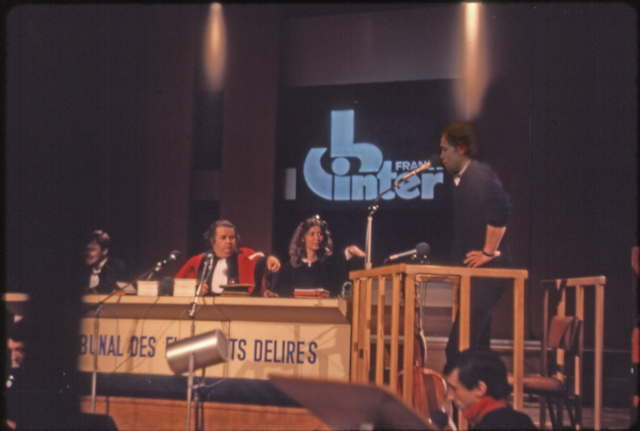
Luis Rego (en bas à droite), avocat véreux du Tribunal des flagrants délires sur France Inter avec « l'accusé » Patrick Dewaere à droite et face à lui, Claude Villers en président, le 17 octobre 1980.

Dans les années 1980, on l'entend aussi à France Inter, en « avocat le plus bas d'Inter », plaidant avec Pierre Desproges dans l'émission Le Tribunal des flagrants délires . À cette occasion, il interprète notamment, en présence de l'invité Jean-Marie Le Pen, le sketch « La Journée d'un fasciste », qui reste une de ses interventions les plus célèbres dans cette émission. 
En 1987, il réalise le film Poule et Frites.
Ensuite, Luis Rego continue sa carrière au cinéma — sa prestation chez Philippe Garrel dans Le Cœur fantôme est très remarquée —, au théâtre et à la télévision.
En 2013, un nouveau portrait documentaire lui est consacré sous la direction du journaliste et réalisateur Gilles Botineau. Ce film, intitulé Luis Rego, la balade d'un homme heureux, donne au comédien l'occasion de s'exprimer en toute liberté. Il revient notamment sur sa longue carrière artistique, avec nostalgie, humour et objectivité.
Luis Rego a demandé en vain la nationalité française. Il dit qu'il est à sa connaissance le seul Portugais installé depuis des dizaines d'années en France qui se soit vu refuser la nationalité française. Il y a vécu avec des cartes de séjour de dix ans renouvelables. Au Portugal, il a été amnistié en 1981 des différentes poursuites de l'État portugais relatives à sa désertion de 1960, et a pu y aller sans contrainte depuis janvier 1982.

### Prises de position
Luis Rego cosigne en mai 2019 avec 1 400 personnalités du monde de la culture, la tribune « Nous ne sommes pas dupes ! », publiée dans le journal Libération, pour soutenir le mouvement des Gilets jaunes et affirmant : « Les gilets jaunes, c'est nous. »

## Filmographie

### Réalisateur
- 1987 : Poule et Frites

### Acteur de cinéma
- 1970 : La Grande Java de Philippe Clair : Luis
- 1970 : Le Distrait de Pierre Richard
- 1971 : Les Bidasses en folie de Claude Zidi : Luis
- 1973 : Je sais rien, mais je dirai tout de Pierre Richard : Luis
- 1974 : Le Führer en folie de Philippe Clair : Harry
- 1975 : La Course à l'échalote de Claude Zidi : Franz
- 1977 : Vous n'aurez pas l'Alsace et la Lorraine de Coluche : le second capitaine des mousquetaires
- 1978 : Les Bronzés de Patrice Leconte : Bobo
- 1981 : Le Roi des cons de Claude Confortès : l'homme à la terrasse
- 1981 : Les hommes préfèrent les grosses de Jean-Marie Poiré : Gérard Langlois
- 1983 : Le Retour des bidasses en folie de Michel Vocoret : le sergent
- 1983 : Circulez y'a rien à voir de Patrice Leconte : Reska
- 1983 : Sandy de Michel Nerval : Ernest
- 1983 : Debout les crabes, la mer monte ! de Jean-Jacques Grand-Jouan : l'avocat
- 1984 : Aldo et Junior de Patrick Schulmann : Paul
- 1984 : La Smala de Jean-Loup Hubert : l'interne alcoolo
- 1984 : La Vengeance du serpent à plumes de Gérard Oury : Alvaro
- 1985 : Tranches de vie de François Leterrier : l'interprète
- 1986 : Paulette, la pauvre petite milliardaire de Claude Confortès : Georges
- 1986 : Maine Océan de Jacques Rozier : Lucien Pontoiseau
- 1986 : Gauguin, le loup dans le soleil de Henning Carlsen
- 1987 : Poule et Frites de Luis Rego : Roger/Antoine
- 1991 : Les Secrets professionnels du docteur Apfelglück de Thierry Lhermitte : M. Gomez
- 1991 : Ma vie est un enfer de Josiane Balasko : Pazou
- 1992 : Le Retour des Charlots de Jean Sarrus : Antonio
- 1992 : Coitado do Jorge de Jorge Silva Melo : Sequeira
- 1996 : Le Cœur fantôme de Philippe Garrel : Philippe
- 1998 : Ça n'empêche pas les sentiments de Jean-Pierre Jackson : Bernard, le patron du bistrot
- 1998 : Le Bon Coin  de Jacques Richard
- 1999 : Superlove de Jean-Claude Janer : Maurice
- 1999 : La vie ne me fait pas peur de Noémie Lvovsky : le père d'Inès
- 2000 : La Chambre obscure de Marie-Christine Questerbert : le confesseur
- 2000 : Um Dia na Vida de Álvaro García de Zúñiga : Luis
- 2001 : Mercredi, folle journée ! de Pascal Thomas : Mercier
- 2001 : Gagner la vie de João Canijo : Adérito
- 2001 : Fifi Martingale de Jacques Rozier
- 2002 : Fleurs de sang de Alain Tanner : le directeur du festival Erotico
- 2002 : Mille Millièmes, fantaisie immobilière de Rémi Waterhouse : M. Da Silva
- 2003 : San-Antonio de Frédéric Auburtin : Pinaud
- 2005 : El cantor de Joseph Morder : William Stern
- 2006 : Quatre Étoiles de Christian Vincent :  Robert
- 2007 : Après lui de Gaël Morel : Père de Franck
- 2010 : Copacabana de Marc Fitoussi : Patrice
- 2011 : La lapidation de Saint Étienne de Pere Vilà
- 2013 : Ouf de Yann Coridian : le père de François
- 2013 : Attila Marcel de Sylvain Chomet : Monsieur Coelho
- 2013 : Luis Rego se raconte de Jérémy Kaplan : lui-même
- 2014 : Plutôt crever que mourir ici (court métrage) de Jean-Baptiste Delannoy : Willy
- 2016 : Nocturama de Bertrand Bonello : Jean-Claude
- 2024 : Nous, les Leroy de Florent Bernard : Marcel Leroy

### Acteur de télévision
- 1969 : L'Homme qui venait du Cher de Pierre Desfons : Luis
- 1970 : Un incertain sourire de Robert Bober
- 1970 : Les Saintes Chéries (série télévisée) de Jean Becker, épisode Ève et son premier client
- 1989 : Personne ne m'aime (téléfilm) de Bernard Dubois
- 1991 : Salut les copains (émission) de Dominique Masson : Memphis
- 1992 : Les Cravates léopards de Jean-Luc Trotignon : Jo Ballister
- 1995 : Jamais deux sans toi...t (série télévisée), épisode Sacré animal d'Emmanuel Fonlladosa
- 1997 : Le Monde d'Angelo de Pascal Kané : Robert
- 1997 : Petites de Noémie Lvovsky : le père d'Inès
- 1998 : Ivre-mort pour la patrie de Vincent Hachet : Luis
- 1999 : H (série télévisée), saison 2, épisode 3 Une histoire de démission : dans son propre rôle
- 2001 : Le P'tit bleu de François Vautier : Inspecteur Villard
- 2001 : Rastignac ou les Ambitieux de Alain Tasma : Monsieur Albert
- 2001 : Objectif bac de Patrick Volson : Adolpho Pereira
- 2005 : Trois Femmes… un soir d'été de Sébastien Grall : Solignac
- 2005 : Maigret (série télévisée), 1 épisode
- 2006 : SOS 18 (série télévisée), 1 épisode
- 2008 : Villa Marguerite de Denis Malleval : Étienne Grandclément
- 2009 : Elles et moi de Bernard Stora : Jo Morales
- 2010 : À vos caisses de Pierre Isoard : M. André, le chef de chœur de la chorale
- 2013 : Luis Rego, la balade d'un homme heureux de Gilles Botineau (documentaire) : lui-même
- 2013 : Candice Renoir (série télévisée), 1 épisode
- 2017 : On va s'aimer un peu, beaucoup... (série télévisée), saison 1, épisode 6
- 2018 : Scènes de ménages : Au boulot ! (série télévisée, épisode spécial)
- 2022 : Parlement, saison 2, épisodes 4, 9 et 10 : Jorge, parlementaire portugais

### Acteur de doublage
- 1984 : Le Big Bang (long métrage d'animation) : Fred
- 1987 : Le Croque-Note Show (série télévisée pour la jeunesse) : tous les personnages masculins
- 1993 : Chipie et Clyde (série d'animation 3D en temps réel) : Clyde
- 2003 : La Prophétie des grenouilles (long métrage d'animation) : René Lamotte
- 2006 : New Délire (long métrage de doublage parodique) : Machin

## Théâtre
- 1973 : Le dernier sorti nettoie la salle (one-man-show) de Luis Rego, théâtre Le Ranelagh
- 1975 : Viens chez moi, j'habite chez une copine de Luis Rego, Didier Kaminka, mise en scène Jean-Luc Moreau, théâtre Édouard-VII, théâtre des Champs-Élysées
- 1977 : Fromage ou dessert de Philippe Bruneau, mise en scène Luis Rego, Café de la Gare
- 1979 : Les Chantiers de la gloire de Philippe Bruneau et Martin Lamotte, mise en scène Luis Rego, théâtre de l'Atelier
- 1982 : Hommage à Koudechapo (one-man-show) de Luis Rego, théâtre Fontaine
- 1985 : Orphée aux Enfers d'Offenbach, mise en scène René Dupuy, théâtre Fontaine
- 1986 : L'Auvent du pavillon 4 de Sotha, Café de la Gare
- 1989 : La Bonne Adresse de Marc Camoletti, mise en scène de l'auteur, théâtre Michel
- 1992 : Une fille entre nous d'Éric Assous, théâtre d'Edgar
- 1993 : Une fille entre nous d'Éric Assous, tournée
- 1995 : L'Assemblée des femmes d'Aristophane, mise en scène Jean-Luc Tardieu, maison de la culture de Loire-Atlantique à Nantes
- 1997 : Panier de crabes de Neil Simon, mise en scène Jacques Rosny, théâtre Saint-Georges
- 1998 : Le Médecin malgré lui de Molière, mise en scène Maurice Risch, tournée
- 2000 : Sarcelles-sur-mer de Jean-Pierre Bisson, théâtre de la Tempête
- 2002 : Un simple froncement de sourcil de Ged Marlon, mise en scène de l'auteur, théâtre du Rond-Point
- 2003 : Un simple froncement de sourcil de Ged Marlon, mise en scène de l'auteur, théâtre national de Nice, tournée
- 2004 : Un simple froncement de sourcil de Ged Marlon, mise en scène de l'auteur, théâtre Montparnasse
- 2009 : La Célestine de Fernando de Rojas, mise en scène Frédérique Lazarini et Henri Lazarini, Vingtième théâtre
- 2013 : Occupe-toi d'Amélie de Georges Feydeau, mise en scène Pierre Laville, tournée

## Discographie (distincte de celle des Charlots)
- 1972 : Hé, Amor novo, Quadras soltas (45 tours) ;
- 1973 : Mozart, basta !, Je t’aime, tu m’aimes, on s’emmerde (45 tours) ;
- 1977 : Le cœur en polyuréthane (45 tours) ;
- 1983 : Festival du café-théâtre de Cannes (33 tours de sketches de divers humoristes), sketch Allo Macha ;
- 1986 : L'Envers du monde (33 tours de textes lus par différents acteurs), texte Les sables mouvants ;
- 1992 : Résident de la république française (album CD) ;
- 2005 : Le Tribunal des flagrants délires : La Journée d'un fasciste, L'homme est bon, Toto chez le médecin, L'Imprésario du Christ, Ma femme de ménage, La Bretagne, Le Petit Capuchon, 'Appel du RPR, Corrigez-moi ça me fait rire, Je suis féministe, SOS racisme, Les Lois de l'équilibre, Ma voisine, Les Poux, La Mère porteuse, Festival de Cannes, D'accord pas d'accord, 7 péchés capitaux, Manger tue, Le Bienheureux, BHL on me dit que vous êtes philosophe, Du caviar dans la soupe, ULLA 36 15, Prenéape le verlan, La Rigueur ou ma main dans la gueule, Le Plus Nul de l'équipe, Le Courrier des imbéciles, Elle est chou Arlette, Dialogue avec Desproges, On vieillira ensemble, Immigration 1989, Ici on blanchit, Quand vous serez réfugié fiscal au Portugal (double album CD).

Chansons pour d'autres interprètes :
- 1967 : Cléo : Les bouaïtes (Luis Rego et Gérard Rinaldi) ;
- 1967 : Petit Louis et son Quartet : Moi j'suis maso (Luis Rego et Boris Bergman) ;
- 1967 : Chérie : Chatte de velours (Boris Bergman & Gérard Rinaldi / Luis Rego) ;
- 1968 : Henri Genès et Jean Lefebvre : Les minets de la plage (Luis Rego et Georges Pirault).

## Publication
- Luis Rego et Marc Lemonier, Flagrant délire, Paris, Hors collection, 2019